# Louis Aubusson de Soubrebost
Pour les articles homonymes, voir Aubusson (homonymie).
Louis Aubusson de Soubrebost, né le 3 février 1748 à Champroy (Marche), mort le 15 avril 1820 à Limoges (Haute-Vienne), est un officier et un homme politique français.

## Biographie
Entré en 1778 comme lieutenant dans le régiment colonial envoyé à Saint-Domingue, il quitte le service quelques années plus tard avec le grade de capitaine.
Retournant à ses terres, il s'installe à Bourganeuf, dans la Creuse, dont il devient le maire. Sous le Premier Empire, il est nommé par le Sénat conservateur député de la Creuse au Corps législatif en 1813.
Abandonnant la politique lors de la Restauration, il retourne sur ses terres, où il applique les principes de la révolution agricole.
Il est le père de Joseph-Charles Aubusson de Soubrebost.

## Source
- « Louis Aubusson de Soubrebost », dans Adolphe Robert et Gaston Cougny, Dictionnaire des parlementaires français, Edgar Bourloton, 1889-1891 [détail de l’édition] Dictionnaire des parlementaires français de 1789 à 1889, tome 1, p. 111 à 120